# Eleven Pictures
Eleven Pictures was een Zweedse rockband die tussen 1995 en 2000 drie albums uitbracht bij Mascot Records. De eerste was Flowerland, die goede kritieken kreeg, waarna de band ging toeren in Nederland en België. In 1997 kwam Initials uit, waarna drummer Lindén en basgitarist Gurkha de band verlieten en vervangen werden door Patrik Herrström en Christian Jansson. Ook dit album kreeg goede kritieken en een toer in Europa volgde. In 1999 volgde wat het laatste album bleek te zijn, Superficial to the Core.
Na Eleven Pictures brachten Wallqvist en Lindén werk uit als The Dakota Project.